# Моквинська волость
Моквинська волость — історична адміністративно-територіальна одиниця Рівненського повіту Волинської губернії Російської імперії. Волосний центр — село Моквин.
Була ліквідована наприкінці ХІХ ст., поселення відійшли до складу Селищенської волості, село Моквин - до складу Березенської волості.
Станом на 1885 рік складалася з 6 поселень, 6 сільських громад. Населення — 4229 осіб (2134 чоловічої статі та 2095 — жіночої), 314 дворових господарства.
Основні поселення волості:
- Моквин — колишнє власницьке село при річці Случ за 70 верст від повітового міста, 1105 осіб, 105 дворів; волосне правління; православна церква, католицька каплиця, постоялий будинок, 2 водяних млини. За 13, 15 та 20 верст - смоляні заводи.
- Друхове — колишнє власницьке село, 517 осіб, 44 двори, школа, православна церква, католицька каплиця, постоялий будинок, водяний млин, вітряк.
- Холопська Вулька — колишнє власницьке село при річці Случ, 424 особи, 46 дворів, вітряк, винокурний завод.
- Холопи — колишнє власницьке село при річці Случ, 373 особи, 37 дворів, православна церква, школа, вітряк.
- Хотинь — колишнє власницьке село при річці Случ, 692 особи, 65 дворів, православна церква, католицька каплиця, постоялий будинок, водяний млин.